# Dania na Letnich Igrzyskach Olimpijskich 1956
Danię na Letnich Igrzyskach Olimpijskich w 1956 roku reprezentowało 31 zawodników (27 mężczyzn i 4 kobiety) w 10 dyscyplinach. Zdobyli łącznie 3 medale, w tym 1 złoty, plasując swój kraj na 21. miejscu w klasyfikacji medalowej igrzysk.
Był to dwunasty start Duńczyków na letnich igrzyskach olimpijskich. Chorążym ekipy był strzelec Ole Hviid Jensen.

## Medaliści
| Medal | Zawodnik                                               | Dyscyplina  | Konkurencja      | Data      |
| ----- | ------------------------------------------------------ | ----------- | ---------------- | --------- |
|       | Paul Elvstrøm                                          | Żeglarstwo  | Klasa Finn       | 5 grudnia |
|       | Ole Berntsen Christian Robert von Bülow Cyril Andresen | Żeglarstwo  | Klasa Dragon     | 5 grudnia |
|       | Tove Søby                                              | Kajakarstwo | K-1 500 m kobiet | 1 grudnia |

## Wyniki zawodników

### Boks
| Zawodnik       | Konkurencja                    | 1/16 finału                        | 1/8 finału                                          | Ćwierćfinały     | Półfinały        | Finał/O 3. miejsce | Pozycja | Źródło |
| Zawodnik       | Konkurencja                    | Przeciwnik Wynik                   | Przeciwnik Wynik                                    | Przeciwnik Wynik | Przeciwnik Wynik | Przeciwnik Wynik   | Pozycja | Źródło |
| -------------- | ------------------------------ | ---------------------------------- | --------------------------------------------------- | ---------------- | ---------------- | ------------------ | ------- | ------ |
| Henrik Ottesen | waga kogucia (54 kg)           | BYE                                | Wolfgang Behrendt Porażka – Rezygnacja w 2. rundzie | NQ               | NQ               | NQ                 | 9.-16.  | [ 1 ]  |
| Hans Petersen  | waga lekkopółśrednia (63,5 kg) | Carlos Rodríguez Wygrana – decyzja | Constantin Dumitrescu Porażka – decyzja             | NQ               | NQ               | NQ                 | 9.-16.  | [ 2 ]  |
| Jens Andersen  | waga średnia (75 kg)           | Nie dotyczy                        | Giulio Rinaldi Porażka – decyzja                    | NQ               | NQ               | NQ                 | 9.-14.  | [ 3 ]  |

### Kajakarstwo

#### Mężczyźni
| Zawodnik                       | Konkurencja | Eliminacje  | Eliminacje  | Finał   | Finał   | Źródło |
| Zawodnik                       | Konkurencja | Czas        | Pozycja     | Czas    | Pozycja | Źródło |
| ------------------------------ | ----------- | ----------- | ----------- | ------- | ------- | ------ |
| Villy Christiansen             | K-1 1000 m  | 4:25.2      | 2. Q        | 4:25.2  | 7.      | [ 4 ]  |
| Svend Frømming                 | K-1 10000 m | Nie dotyczy | Nie dotyczy | 50:10.0 | 7.      | [ 5 ]  |
| Kaj Sylvan Gerner Christiansen | C-2 1000 m  | 5:07.5      | 4. Q        | DQ      | DQ      | [ 6 ]  |
| Aksel Duun Finn Haunstoft      | C-2 10000 m | Nie dotyczy | Nie dotyczy | 55:54.3 | 6.      | [ 7 ]  |

#### Kobiety
| Zawodniczka | Konkurencja | Eliminacje | Eliminacje | Finał  | Finał   | Źródło |
| Zawodniczka | Konkurencja | Czas       | Pozycja    | Czas   | Pozycja | Źródło |
| ----------- | ----------- | ---------- | ---------- | ------ | ------- | ------ |
| Tove Søby   | K-1 500 m   | 2:23.7     | 1. Q       | 2:22.3 | brąz    | [ 8 ]  |

### Kolarstwo

#### Konkurencje szosowe
| Zawodnik           | Konkurencja                 | Czas | Pozycja | Źródło |
| ------------------ | --------------------------- | ---- | ------- | ------ |
| Palle Lykke Jensen | Indywidualny wyścig na czas | DNF  | DNF     | [ 9 ]  |

#### Konkurencje torowe
| Zawodnik          | Konkurencja  | Czas   | Pozycja | Źródło |
| ----------------- | ------------ | ------ | ------- | ------ |
| Allan Juel Larsen | 1 km na czas | 1:14.3 | 13.     | [ 10 ] |

### Lekkoatletyka

#### Mężczyźni
| Zawodnik        | Konkurencja     | Eliminacje  | Eliminacje  | Półfinały   | Półfinały   | Finał   | Finał   | Źródło |
| Zawodnik        | Konkurencja     | Czas        | Pozycja     | Czas        | Pozycja     | Czas    | Pozycja | Źródło |
| --------------- | --------------- | ----------- | ----------- | ----------- | ----------- | ------- | ------- | ------ |
| Gunnar Nielsen  | Bieg na 800 m   | 1:51.2      | 1. Q        | DNS         | DNS         | NQ      | NQ      | [ 11 ] |
| Gunnar Nielsen  | Bieg na 1500 m  | 3:48.6      | 4. Q        | Nie dotyczy | Nie dotyczy | 3:45.0  | 10.     | [ 12 ] |
| Thyge Thøgersen | Bieg na 5000 m  | 14:29.0     | 5. Q        | Nie dotyczy | Nie dotyczy | 14:21.0 | 8.      | [ 13 ] |
| Thyge Thøgersen | Bieg na 10000 m | Nie dotyczy | Nie dotyczy | Nie dotyczy | Nie dotyczy | NN      | 15.     | [ 14 ] |

### Pływanie

#### Mężczyźni
| Zawodnik   | Konkurencja             | Eliminacje | Eliminacje | Finał  | Finał   | Źródło |
| Zawodnik   | Konkurencja             | Czas       | Pozycja    | Czas   | Pozycja | Źródło |
| ---------- | ----------------------- | ---------- | ---------- | ------ | ------- | ------ |
| Knud Gleie | 200 m stylem klasycznym | 2:36.4     | 2. Q       | 2:40.0 | 6.      | [ 15 ] |

#### Kobiety
| Zawodniczka  | Konkurencja             | Eliminacje | Eliminacje | Finał | Finał   | Źródło |
| Zawodniczka  | Konkurencja             | Czas       | Pozycja    | Czas  | Pozycja | Źródło |
| ------------ | ----------------------- | ---------- | ---------- | ----- | ------- | ------ |
| Jytte Hansen | 200 m stylem klasycznym | 2:59.8     | 5.         | NQ    | NQ      | [ 16 ] |

### Skoki do wody
| Zawodnik      | Konkurencja        | Punktacja za skok | Punktacja za skok | Punktacja za skok | Punktacja za skok | Punktacja za skok | Punktacja za skok | Suma punktów | Pozycja | Źródło |
| Zawodnik      | Konkurencja        | Eliminacje        | Eliminacje        | Eliminacje        | Eliminacje        | Finał             | Finał             | Suma punktów | Pozycja | Źródło |
| Zawodnik      | Konkurencja        | 1                 | 2                 | 3                 | 4                 | 5                 | 6                 | Suma punktów | Pozycja | Źródło |
| ------------- | ------------------ | ----------------- | ----------------- | ----------------- | ----------------- | ----------------- | ----------------- | ------------ | ------- | ------ |
| Hanna Laursen | Skoki z wieży 10 m | 9.36              | 11.52             | 11.78             | 12.73             | NQ                | NQ                | 45,39 pkt    | 15.     | [ 17 ] |

### Strzelectwo

#### Mężczyźni
| Zawodnik            | Konkurencja                          | Wynik    | Pozycja | Źródło |
| ------------------- | ------------------------------------ | -------- | ------- | ------ |
| Uffe Schultz Larsen | Karabin małokalibrowy 3 postawy 50 m | 1152 pkt | 13.     | [ 18 ] |
| Ole Hviid Jensen    | Karabin małokalibrowy 3 postawy 50 m | 1149 pkt | 16.     | [ 18 ] |
| Uffe Schultz Larsen | Karabin małokalibrowy leżąc 50 m     | 595 pkt  | 18.     | [ 19 ] |
| Ole Hviid Jensen    | Karabin małokalibrowy leżąc 50 m     | 590 pkt  | 37.     | [ 19 ] |

### Szermierka

#### Kobiety
| Zawodniczka    | Konkurencja          | Grupa eliminacyjna | Grupa eliminacyjna | Grupa eliminacyjna | Grupa półfinałowa                                                                              | Grupa półfinałowa | Grupa półfinałowa | Grupa Finałowa | Grupa Finałowa | Grupa Finałowa | Źródło |
| Zawodniczka    | Konkurencja          | Przeciwnicy i wyniki | Bilans             | Pozycja            | Przeciwnicy i wyniki                                                                           | Bilans            | Pozycja           | Przeciwnicy i wyniki | Bilans         | Pozycja        | Źródło |
| -------------- | -------------------- | --- | ------------------ | ------------------ | ---------------------------------------------------------------------------------------------- | ----------------- | ----------------- | --- | -------------- | -------------- | ------ |
| Karen Lachmann | Floret indywidualnie | Gillian Sheen – P 1-4 Olga Orban-Szabo – Z 4-1 Renée Garilhe – P 2-4 Walentina Rastworowa – Z 4-2 Judy Goodrich – P 2-4 Magdolna Nyári-Kovács – Z 4-2 Helen Hardon – Z 4-3 | 4-3                | 4. Q               | Renée Garilhe – Z 4-2 Ellen Müller-Preis – Z 4-2 Emma Jefinowa – Z 4-1 Maxine Mitchell – Z 4-1 | 4-0               | 2. Q              | Gillian Sheen – P 3-4 Olga Orban-Szabo – P 2-4 Renée Garilhe – P 0-4 Janice York-Romary – P 3-4 Catherine Delbarre – Z 4-0 Ellen Müller-Preis – P 1-4 Bruna Colombetti-Peroncini – Z 4-0 | 2-5            | 6.             | [ 20 ] |

### Wioślarstwo
| Zawodnik                                                                | Konkurencja           | Eliminacje | Eliminacje | Baraże o półfinały | Baraże o półfinały | Półfinały | Półfinały | Finał | Finał   | Źródło |
| Zawodnik                                                                | Konkurencja           | Czas       | Pozycja    | Czas               | Pozycja            | Czas      | Pozycja   | Czas  | Pozycja | Źródło |
| ----------------------------------------------------------------------- | --------------------- | ---------- | ---------- | ------------------ | ------------------ | --------- | --------- | ----- | ------- | ------ |
| Finn Pedersen Kjeld Østrøm                                              | Dwójka bez sternika   | 7:36.6     | 2. Q       | BYE                | BYE                | 8:55.1    | 4.        | NQ    | NQ      | [ 21 ] |
| Elo Tostenæs Mogens Sørensen Børge Hansen Tage Grøndahl                 | Czwórka bez sternika  | 7:08.1     | 4.         | DNS                | DNS                | NQ        | NQ        | NQ    | NQ      | [ 22 ] |
| Elo Tostenæs Mogens Sørensen Børge Hansen Tage Grøndahl John Vilhelmsen | Czwórka ze sternikiem | 7:05.3     | 2. Q       | BYE                | BYE                | 8:08.4    | 3.        | NQ    | NQ      | [ 23 ] |

### Żeglarstwo
| Zawodnik                                               | Konkurencja  | Pozycja w wyścigu Punkty | Pozycja w wyścigu Punkty | Pozycja w wyścigu Punkty | Pozycja w wyścigu Punkty | Pozycja w wyścigu Punkty | Pozycja w wyścigu Punkty | Pozycja w wyścigu Punkty | Suma punktów | Pozycja | Źródło |
| Zawodnik                                               | Konkurencja  | 1                        | 2                        | 3                        | 4                        | 5                        | 6                        | 7                        | Suma punktów | Pozycja | Źródło |
| ------------------------------------------------------ | ------------ | ------------------------ | ------------------------ | ------------------------ | ------------------------ | ------------------------ | ------------------------ | ------------------------ | ------------ | ------- | ------ |
| Paul Elvstrøm                                          | Klasa Finn   | 1. 1402 pkt              | 8. 499 pkt               | 15. 226 pkt              | 1. 1402 pkt              | 1. 1402 pkt              | 1. 1402 pkt              | 1. 1402 pkt              | 7509 pkt     | złoto   | [ 24 ] |
| Ole Berntsen Christian Robert von Bülow Cyril Andresen | Klasa Dragon | 1. 1305 pkt              | 4. 703 pkt               | 4. 703 pkt               | 2. 1004 pkt              | 2. 1004 pkt              | 2. 1004 pkt              | 6. 527 pkt               | 5723 pkt     | srebro  | [ 25 ] |